# Giuseppe Caron
[
Pour les articles homonymes, voir Caron.
 (octobre 2015).
Si vous disposez d'ouvrages ou d'articles de référence ou si vous connaissez des sites web de qualité traitant du thème abordé ici, merci de compléter l'article en donnant les références utiles à sa vérifiabilité et en les liant à la section « Notes et références ».
Giuseppe Caron, né le 24 février 1904 à Trévise et décédé le 3 mars 1998 à Trévise, était un homme politique italien démocrate-chrétien. Il a notamment exercé les fonctions de Commissaire européen au Marché intérieur du 24 novembre 1959 au 15 mai 1963.

## Biographie
Chimiste de formation, Giuseppe Caron a travaillé dans l'industrie pharmaceutique, puis en tant que lobbyiste. 
Pendant la Seconde Guerre mondiale, Giuseppe Caron a participé à la résistance contre l'Armée allemande.
Lors des élections législatives italiennes de 1948, Giuseppe Caron est élu au Sénat sur les listes de la Démocratie chrétienne. Il est réélu systématiquement jusqu'en 1972. En 1952, il est devenu vice-président de la Chambre italienne du commerce.
Après avoir été Sous-secrétaire d'État à l'aviation, Giuseppe Caron occupe le poste de sous-secrétaire d'État aux travaux publics dans le gouvernement d'Antonio Segni de 1955 à 1957, puis de Sous-secrétaire d'État à la défense de 1957 à 1959 dans les gouvernements Zoli et Fanfani.
Déjà actif dans la politique européenne en tant que délégué italien au Conseil de l'Europe, il est nommé Commissaire européen en novembre 1959 pour remplacer Piero Malvestiti, qui avait dû démissionner après sa nomination à la tête de la Commission européenne du charbon et de l'acier. En janvier 1962, il devient vice-président de la Commission. Il démissionne en mai 1963 après avoir été réélu au Sénat italien. Il est remplacé par Guido Colonna di Paliano.
Entre 1963 et 1969, il est secrétaire d'État dans le ministère du Budget des gouvernements d'Aldo Moro et de Mariano Rumor. Entre 1969 et 1970, Giuseppe Caron est Ministre du Budget dans le deuxième gouvernement Rumor.